# نیت هینتون
نیت هینتون (انگلیسی: Nate Hinton؛ زادهٔ ۸ ژوئن ۱۹۹۹) بازیکن بسکتبال اهل ایالات متحده آمریکا است.